# Caroline Shaw
Pour les articles homonymes, voir Shaw.
Caroline Adelaide Shaw, née le 1er août 1982 à Greenville (Caroline du Nord), est une compositrice américaine basée à New York. Elle gagne le prix Pulitzer de musique en 2013.

## Biographie
Caroline Shaw naît à Greenville et commence à jouer du violon à l'âge de 2 ans (sa mère est son premier professeur). Elle commence à composer à l'âge de 10 ans, dans un style imité de la musique de chambre de Mozart et Brahms. Néanmoins, son principal centre d'intérêt est le violon. Shaw reçoit sa Licence d'exécution (Bachelor of Music en violon) à l'université Rice en 2004, et son master's degree (toujours en violon) à l'université Yale en 2007. Elle entre en 2010 en doctorat de composition à l'université de Princeton.
À trente ans, en 2013, elle devient la plus jeune récipiendaire du prix Pulitzer de musique pour sa composition Partita for 8 voices (« Partita pour 8 voix »).

## Œuvre
- 2007 : Cantico delle creature pour soprano, violon et piano (autre version avec violoncelle ajouté), créé par Abigail Haynes Lennox, Trevor Gureckis et Caroline Shaw, avril 2007
- 2009 : In manus tuas pour violoncelle ou alto solo, créé par Hannah Collins.
- 2010 : By and By pour quatuor à cordes et chanteuse solo, créé par Abigail Lennox et le Quatuor Hudson le 11 mars 2010.
- 2011 : Entr'acte pour quatuor à cordes, créé par le Quatuor Brentano, le 21 mars 2011.
- 2011 : Jacques Duran pour trio à cordes, créé le 26 août 2011 par Lorna Tsai, Sage Cole, et Jonina Allan Mazzeo.
- 2011 : Sounds of the Ocean Cassette Vol. 1 pour un acteur et un lecteur de cassettes et 2 instrumentistes, créé en septembre 2011.
- 2012 : Limestone & Felt pour alto et violoncelle, créé en janvier 2012, par Hannah Collins et Hannah Shaw.
- 2012 : Ritornello, œuvre multimédia en cours de réalisation, première présentation le 27 janvier 2012.
- 2012 : The Walking Man pour shakuhachi solo, écrit pour et avec Riley Lee, créé le 3 avril 2012.
- 2012 : Gustave Le Gray pour piano, créé le 24 avril 2012 par Amy J. Yang.
- 2012 : Taxidermy pour quatuor de  percussions (pots de fleurs, vibraphones et marimba), créé par Sō Percussion le 2 mai 2012 à Princeton.
- 2012 : Fly Away I pour chœur SATB, créé en juin 2012.
- 2012 : Valencia pour quatuor à cordes, créé en août 2012.
- 2012 : Boris Kerner pour violoncelle et pots de fleurs, créé par le duo New Morse Code (Hannah Collins et Mike Compitello) le 20 novembre 2012 à Princeton.
- 2013 : Partita for 8 voices, 4 morceaux pour huit chanteurs, créés individuellement par l'octuor vocal Roomful of Teeth entre 2009 et 2011, création intégrale le 4 novembre 2013.
- 2013 : Punctum pour quatuor à cordes, composé en avril 2009 , version révisée en janvier 2013 interprétée par le Quatuor Brentano en février 2013.
- 2018 : Three Essays pour quatuor à cordes.
- 2019 : Orange, chant et cordes.
- 2021 : Let the Soil Play Its Simple Part, chant et percussions.
- 2021 : Yearning to Breath Free, chant polyphonique et cordes.